# Tessellana nigrosignata
Tessellana nigrosignata är en insektsart som först beskrevs av Costa, A. 1863.  Tessellana nigrosignata ingår i släktet Tessellana och familjen vårtbitare. Inga underarter finns listade i Catalogue of Life.